# Igreja das Catacumbas

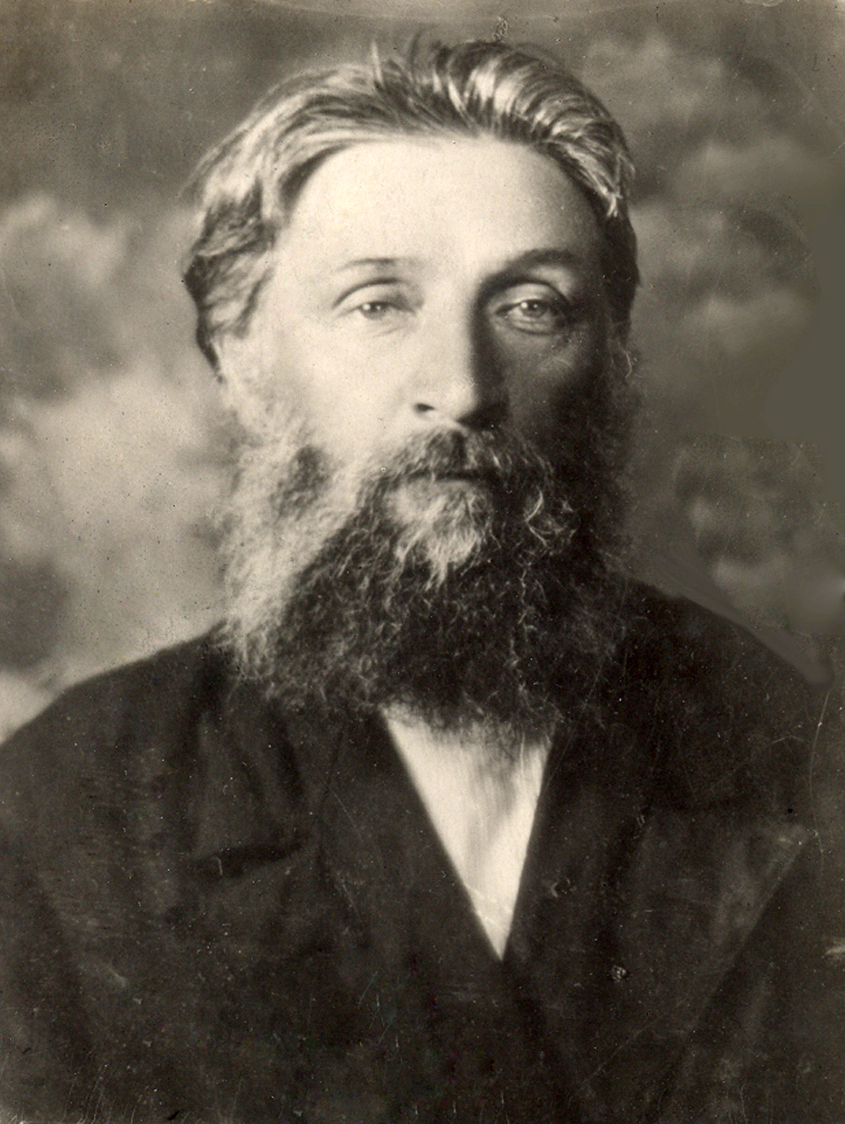
Bispo das Catacumbas, Sérgio (Kudriavtsev). Final da década de 1930.

A Igreja das Catacumbas (Catacombniks) (em russo: Катакомбная церковь, translit. Katakombnaya Tserkov) é o nome coletivo dos representantes do clero ortodoxo russo, leigos, comunidades, mosteiros, fraternidades, etc., que por várias razões, assumiram uma posição ilegal desde 1920. Em um sentido restrito, o termo "Igreja da Catacumba" significa não apenas comunidades ilegais, mas comunidades que rejeitaram a subordinação ao lugar-tenente patriarcal Sérgio (Stragorodski) após 1927 e estavam em posições anti-soviéticas. O termo foi popularizado neste último sentido pela Igreja Ortodoxa Russa no Exterior durante a guerra fria, primeiro na diáspora russa e depois na URSS, com o envio de literatura ilegal para lá. Como sinônimo de "Igreja da Catacumba" neste sentido, o termo Igreja Ortodoxa Verdadeira (em russo: истинно-православная церковь, tr. Istinno-pravoslavnaya tserkov) também é usado, mas como o historiador Mikhail Shkarovski observa: "a catacombidade da Igreja não significa necessariamente sua intransigência. Este termo abrange todas as atividades da Igreja não oficiais e, portanto, não controladas pelo Estado".
Organizacionalmente, as comunidades "das catacumbas" geralmente não estavam conectadas (as organizações existiam apenas nos casos do Comissariado do Povo para assuntos internos - NKVD (em russo: НКВД, Народный комиссариат внутренних дел, translit. Narodniy komissariat vnutrennikh diel). Portanto, é difícil definir a ideologia geral do movimento. No subterrâneo estavam as duas comunidades que eram bastante leais ao Patriarcado de Moscou, mas não tiveram a oportunidade de se registrar e se reunir legalmente, e aqueles que acreditavam que o poder do anticristo havia chegado, e que não poderia haver contato com a Igreja russa oficial. Apesar da ausência de uma ideologia comum e de qualquer organização, o subterrâneo existia - como uma comunidade religiosa e subcultura.
Além disso, movimentos não ortodoxos também permaneceram nas "catacumbas": protestantes, judeus, muçulmanos e desde 1946 - uniatas ucranianos, mas o termo "Movimento das Catacumba" tornou-se difundido na literatura jornalística, em memórias e parcialmente na literatura histórica apenas em relação a a Igreja Ortodoxa Russa, incluindo grupos religiosos próximos a ela por tradição.

## Conceito
O primeiro uso documentado da palavra "catacumbas" para descrever a realidade russa do séc. XX é encontrado nas cartas da abadessa Atanásia (Gromeko) ao Metropolita Eulógio (Georgievski), escritas em 1923 de Petrogrado. Depois que as freiras foram expulsas de sua igreja pelos Renovacionistas, a comunidade não se desfez, mas continuou sua existência como um convento em uma casa particular. Em duas das quatro cartas sobreviventes, a abadessa Atanásia usa as expressões "minhas catacumbas" e "minha igreja secreta das catacumbas" várias vezes. Pode-se ver a partir do contexto que é assim que ela designa sua Igreja doméstica, contrastando suas "catacumbas" com a Igreja dos Renovacionistas em funcionamento oficial.
O uso das expressões "catacumbas" e "igreja da catacumba" em relação à realidade dos anos 1920-1930 mostrou certo nível educacional e cultural daqueles que utilizaram esses conceitos. Isso porque as pessoas que chamavam sua existência de "catacumba" a comparavam com a vida dos primeiros cristãos, que supostamente se reuniam secretamente durante a perseguição para realizar cerimônias religiosas nas Catacumbas de Roma. Assim, as perseguições que se abateram sobre a Igreja sob o domínio soviético foram comparadas às perseguições dos primeiros séculos do cristianismo. Segundo o historiador Alexei Beglov, o termo "catacumbas" e seus derivados eram um neologismo local de Petrogrado/Leningrado, onde havia muitos intelectuais da Igreja ativos que podiam apreciar a diversidade de significados associados a essa palavra.
Enquanto isso, nas décadas de 1920 e 1930, o termo "Igreja da Catacumba" não era amplamente utilizado; outras expressões foram usadas com mais frequência. Em cartas enviadas durante 1923 à Comissão para Cultos Religiosos sob o Comitê Executivo Central de Toda a Rússia do Norte do Cáucaso e da Ásia Central, e mais tarde da Região Central da Terra Negra, havia referências a "Velhos Ortodoxos" e "Verdadeiros Cristãos Ortodoxos" que se opuseram aos Renovacionistas. Nestes documentos, não é a posição legal da paróquia que vem à tona, mas sua atitude em relação à Administração Superior da Igreja Renovada e à "Igreja Viva". Além disso, os oponentes dos Renovacionistas usaram a auto-designação "Ticonitas".
O termo "Igreja da Catacumba" começou a ser usado ativamente nas obras de Ivan Andreiev, uma figura do Movimento Josefino que fugiu para a Europa Ocidental em 1944, sob a influência de cujas obras esse termo se tornou difundido nos periódicos emigrantes. Outros emigrantes da segunda onda de emigração russa notaram a natureza puramente estrangeira da expressão "Igreja da catacumba". Desde sua retomada em 1947, a revista Orthodox Russia vinha publicando a coluna "E a luz brilha na escuridão" com o subtítulo "Catacumbas soviéticas do espírito", na qual era publicado tudo relacionado ao lado cotidiano da vida clandestina da Igreja soviética. A Igreja da catacumba foi descrita como a única força que se opunha ao "regime ímpio". Nas obras da Igreja Ortodoxa Russa fora da Rússia (ROCOR), a imagem típica da Igreja da Catacumba foi formada: oposição eclesiástica e política à liderança do Patriarcado de Moscou, ilegalidade do ponto de vista da legislação soviética e sentimentos anti-soviéticos consistentes de seus membros. Esses "catacombistas" eram vistos como um lutador ferrenho contra o regime. Desta forma, a expressão “Igreja da Catacumba” tornou-se um instrumento de polêmica ideológica utilizada pela ROCOR. Segundo os ideólogos da ROCOR, a poderosa Igreja clandestina na URSS que se opunha ao Patriarcado de Moscou provou a ilegitimidade da hierarquia oficial.
No jornalismo, este termo passou para os documentos oficiais da ROCOR. O Conselho Episcopal da ROCOR de 1956 declarou que somente “a Igreja da Catacumba preservou a pureza e a fidelidade ao espírito da antiga Igreja Apostólica” e goza de “respeito entre o povo”. Em 14 de setembro de 1971, o Conselho Episcopal da ROCOR adotou oficialmente uma resolução, que implicava que a ROCOR estava em comunhão com a "Igreja da Catacumba", mas não com o Patriarcado de Moscou. Esta posição foi criticada por pessoas que conheciam diretamente a vida da Igreja na URSS. O Arcipreste Vasili Vinogradov, que fugiu da URSS e serviu seis anos em campos soviéticos, observou que o Metropolita Anastácio (Gribanovski), que chefiava o ROCOR, e os hierarcas a ele subordinados, queriam viver em um mito sobre a supostamente numerosa Igreja da Catacumba que existia na Rússia, e os considerava como ilusórios. Outra refugiada da URSS, Natalia Kiter, escritora espiritual e participante ativa na vida da Igreja e nas irmandades ortodoxas clandestinas em Leningrado até 1941, reclamou ao Metropolita Anastácio que a Rússia ortodoxa estava distorcendo seus artigos sobre ascetas e mártires entre o clero da Patriarcado de Moscou. Ela disse que a Rússia Ortodoxa mudou seus artigos para afirmar que aqueles membros do Patriarcado de Moscou eram catacombistas que rejeitavam o Patriarcado de Moscou. Em resposta a seus protestos, o conselho editorial da Rússia Ortodoxa respondeu: "A verdade é extremamente prejudicial para a causa da Igreja na América".
Em 1974, Alexander Solzhenitsin, que estava exilado da URSS, dirigiu uma carta aberta aos participantes do Terceiro Concílio de Toda a Diáspora da Igreja Ortodoxa Russa organizado pela ROCOR, onde, entre outras coisas, criticou o "sonho piedoso" da existência da "catacumba sem pecado, tão incorpórea" (о «сколь безгрешной, столь и бестелесной катакомбе»). Ele também afirmou que a Igreja da Catacumba não deve substituir o "verdadeiro povo ortodoxo russo" aos olhos da diáspora russa. Solzhenitsin escreveu que a Igreja da Catacumba como um todo é mais um mito do que uma realidade, que as comunidades secretas ocorreram apenas por causa da falta de igrejas em funcionamento. Ele afirma que após o enfraquecimento da ditadura ateia e a abertura de igrejas, o problema das paróquias clandestinas praticamente desapareceu – a maioria dos cristãos ortodoxos, incluindo ex-catacombistas, visitavam as igrejas legais do Patriarcado de Moscou. O apelo de Alexander Solzhenitsin causou um debate acalorado, revelando as posições opostas dos disputantes. Alguns negavam completamente a existência da Igreja da Catacumba, enquanto outros procuravam provar o contrário e assim justificar sua própria posição, que era inconciliável com o respeito devido à Igreja oficial na URSS (o Patriarcado de Moscou). A opinião de Solzhenitsin não foi recebida com simpatia pela liderança do ROCOR. Em 1975, Primeiro Hierarca da ROCOR Metropolita Filareto Voznesenski escreveu a Solzhenitsin que não apenas padres, mas também bispos faziam parte da Igreja da Catacumba.
Nas décadas de 1960 e 1970, por meio de literatura ilegal publicada no exterior, e depois por Samizdat, os conceitos de "catacumbas" e "Igreja da Catacumba" retornaram à URSS. Depois disso, alguns autores na URSS usaram a palavra "catacumba" para designar a oposição eclesiástica ao Patriarcado de Moscou, enquanto outros a usaram como termo técnico como sinônimo do epíteto "ilegal" do ponto de vista da legislação soviética. Desde a segunda metade da década de 1980, em conexão com a política da glasnost, o conceito de "catacumbas" voltou ao jornalismo. Ao mesmo tempo, a expressão "Igreja da Catacumba" era usada basicamente da mesma forma que na imprensa emigrante. Além disso, as estruturas da ROCOR que surgiram na União Soviética passaram a utilizar este termo como autodenominação. Como observou o historiador Andrei Kostriukov em 2008, “as atividades modernas de organizações que se autodenominam “catacumbas” levaram a algum grau de desacreditar esse conceito”. Em 2021, Sergei Khodnev observou: “A tradição da Catacumba não desapareceu, mas agora um conjunto extremamente diversificado de grupos, liderados às vezes por dissidentes veneráveis, e às vezes por aberrações absolutas, afirmam estar relacionados a ela”.